# Thermistis nigromacula
Thermistis nigromacula là một loài bọ cánh cứng trong họ Cerambycidae.